# Brevicornu intermedium
Brevicornu intermedium is een muggensoort uit de familie van de paddenstoelmuggen (Mycetophilidae). De wetenschappelijke naam van de soort is voor het eerst geldig gepubliceerd in 1920 door Santos Abreu.